# Хон, Уве
Уве Хон (нем. Uwe Hohn; род. 16 июля 1962, Нойруппин, Потсдам, ГДР) — восточногерманский легкоатлет, копьеметатель. Выступал за сборную ГДР по лёгкой атлетике в 1980-х годах, чемпион Европы, победитель Кубков мира и Европы, международного турнира «Дружба-84». Обладатель последнего мирового рекорда, установленного с копьём старого образца.

## Биография
Уве Хон родился 16 июля 1962 года в городе Нойруппин. Детство провёл в Райнсберге, здесь впервые попробовал себя в метании копья.
Продемонстрировав определённый талант, был зачислен в Детско-юношескую спортивную школу в Бранденбурге, затем в течение многих лет тренировался в Потсдаме в местном спортивном клубе «Форвертс».
Успешно выступал на юношеских первенствах страны, в 1977 и 1979 годах дважды выигрывал Спартакиаду ГДР.
Первого серьёзного успеха на международном уровне добился в сезоне 1981 года, когда вошёл в состав восточногерманской сборной и выступил на юниорском европейском первенстве в Утрехте, где с юниорским рекордом Европы 86,56 превзошёл всех соперников в метании копья и завоевал золотую медаль.
В 1982 году с результатом 91,34 одержал победу на чемпионате Европы в Афинах.
Сезон 1983 года пропустил из-за травмы, вынужден был отказаться от участия в проводившемся впервые чемпионате мира по лёгкой атлетике в Хельсинки.
20 июля 1984 года в рамках турнира «Олимпийский день лёгкой атлетики» на стадионе «Фридрих-Людвиг-Ян-Шпортпарк» в Берлине Хон метнул копьё на 104,80 метра, значительно превзойдя действующий мировой рекорд, принадлежавший американцу Тому Петраноффу. Копьё воткнулось в землю всего в двух метрах от края поля, это убедило спортивную общественность в том, что в конструкцию снаряда необходимо вносить изменения — было очевидно, что величины стандартных стадионов уже недостаточно для подобных бросков, и соревнования становятся небезопасными для окружающих. Введённое вскоре копьё новой конструкции имело смещённый центр тяжести и летело не так далеко. Хон, таким образом, оказался последним рекордсменом мира с копьём старой конструкции. Спортсмен пропустил летние Олимпийские игры в Лос-Анджелесе, поскольку Восточная Германия вместе с несколькими другими социалистическими странами бойкотировала эти соревнования по политическим причинам. Вместо этого Уве Хон выступил на альтернативном турнире «Дружба-84» в Москве — здесь также был лучшим, показав результат 94,44 метра. По итогам сезона признан лучшим спортсменом ГДР и награждён золотым орденом «За заслуги перед Отечеством».
В 1985 году победил на Кубке Европы в Москве (92,88) и на Кубке мира в Канберре (96,96). В Канберре показал лучший результат мирового сезона и пятый результат в истории.
В 1986 году Хона наградили орденом «Звезда дружбы народов» в серебре, но этот сезон оказался для него неудачным — он перенёс ряд операций на межпозвоночном диске и в связи с ухудшением здоровья завершил спортивную карьеру.
После объединения Германии были обнародованы документы, связанные с допинговой программой в ГДР, и Хон упоминается в них как один из спортсменов, применявших допинг. Стало известно, в частности, что в сезоне 1985 года он употребил 1135 мг орал-туринабола.
Впоследствии проявил себя на тренерском поприще, сотрудничал со сборными командами Катара, Австралии, Китая, Индии, занимался подготовкой таких известных копьеметателей, как Чжао Цинган, Нирадж Чопра и др. Женат, есть сын и дочь.